# Transpressão

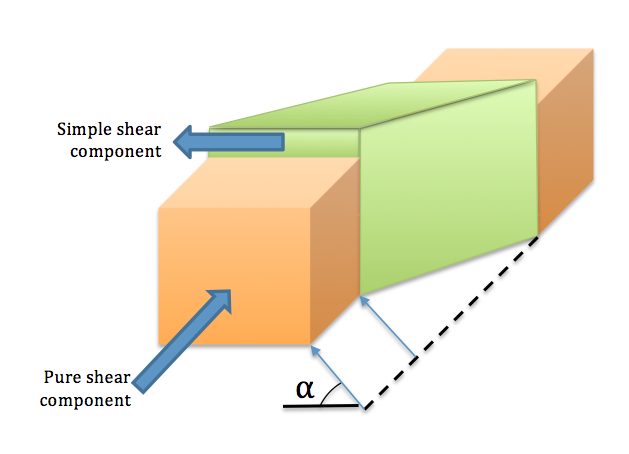
Modelo simples ilustrando a transpressão: zona de cisalhamento lateral com encurtamento simultâneo perpendicular à zona. Também induz elevação vertical

No campo da geologia, a transpressão é um tipo de deformação transcorrente que se desvia do cisalhamento simples devido a um componente simultâneo de encurtamento perpendicular ao plano da falha. Esse movimento resulta em cisalhamento oblíquo e é improvável que um corpo deformado sofra encurtamento “puro” ou rejeito direcional “puro”. As proporções relativas de encurtamento e rejeito direcional são expressas pelo ângulo de convergência alfa, que varia de zero (deslizamento lateral ideal) a 90 graus (convergência ideal). Durante o encurtamento, a menos que haja perda de material, a transpressão causa espessamento vertical na crosta. Em escala regional, em limites de placas, a transpressão é marcada por convergência oblíqua. Em escala local, a transpressão ocorre em dobras restritivas em zonas de falhas de rejeito direcional.  

## Estruturas transpressionais
As zonas de cisalhamento transpressional são caracterizadas por estruturas que indicam encurtamento perpendicular à zona e cisalhamento paralelo à mesma. Foliações de transposição, lineações, estilolitos [en], dobras e falhas reversas são algumas das características comuns. A transpressão com predominância de cisalhamento puro geralmente produz lineações íngremes, já a com predominância de cisalhamento simples favorece lineações horizontais. Zonas transpressionais não verticais costumam apresentar cisalhamento significativo paralelo à linha de mergulho do limite da zona. Nesses casos, as lineações variam entre horizontais e verticais. A geometria completa das estruturas na zona é usada para determinar os deslocamentos reais do limite.  

## Curvas de retenção

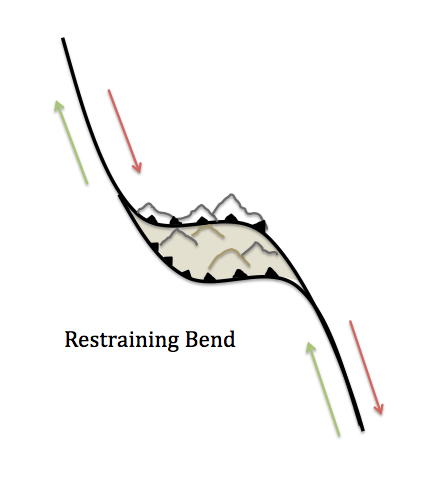
Duplex contracional formado na curva em uma falha de rejeito direcional

Uma dobra-falha ocorre quando segmentos individuais de uma falha se sobrepõem e se conectam. As estruturas formadas ao longo da falha transcorrente dependem do sentido do deslizamento. Quando uma falha sinistral desliza para a direita ou uma falha dextral desliza para a esquerda, forma-se uma curva de retenção.:1 Essas áreas apresentam relevo positivo (elevação topográfica), encurtamento crustal e exumação do embasamento cristalino. Em afloramentos profundamente erodidos ou em levantamentos geofísicos subsuperficiais, as curvas de retenção costumam definir estruturas em flor positivas.:13 Em vista planar, elas formam duplexes contracionais de rejeito direcional, com falhas contracionais subparalelas reversas ou de rejeito oblíquo, limitadas por dois segmentos de rejeito direcional. As curvas de retenção são comuns na superfície terrestre, desde exemplos em escala de subafloramento até cadeias montanhosas de grande escala. Há hipóteses de que estas ocorram em corpos extraterrestres, como a lua gelada de Júpiter, Europa, e em Vênus.  

## Regiões transpressionais

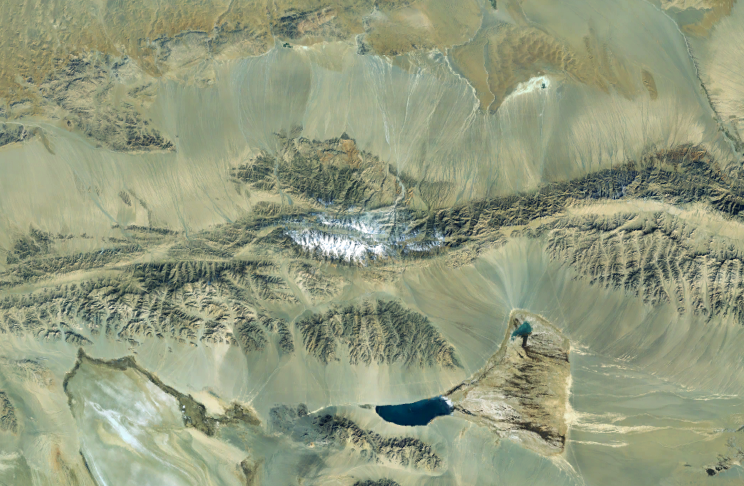
Montanhas Altyn-Tagh, com 5830 m de altura, formadas em uma curva de retenção na falha sinistral de Altyn Tagh

- Montanhas Altai (oeste da Mongólia e sul da Sibéria, Rússia);[6]

- Zona de Subducção Ocidental de Aleutas;[7]

- Gobi Altai (Mongólia);[8]

- "Big Bend" da Falha de Santo André, (Califórnia, EUA);[9]

- Falha Alpina na Nova Zelândia;[10]

- Pluton Galeh–Doz (Zona Sanandaj–Sirjan, Irã).[11]